# Laba (Burkina Faso)
Pour les articles homonymes, voir Laba.
Laba est une commune rurale située dans le département de Zawara de la province de Sanguié dans la région du Centre-Ouest au Burkina Faso.

## Géographie
Laba est traversée par la route nationale 1. Elle constitue une voie d'accès à Zawara, perturbée cependant chaque année à la saison des pluies par la crue des cours d'eau – en particulier du Bolo – entre les deux villes.

## Éducation et santé
La commune accueille une école primaire et un centre de santé et de promotion sociale (CSPS).